# UVERworld QUEEN'S PARTY at Nippon Budokan 2018.12.21
『UVERworld QUEEN'S PARTY at Nippon Budokan 2018.12.21』（ウーバーワールド クイーンズ パーティー アット ニッポン ブドウカン）は、UVERworldの16枚目のライブDVDである。2019年7月10日にgr8!records(SME)より発売。同時に、Blu-ray Disc版も発売された。

## 概要
2018年12月21日の昼に日本武道館での女性限定ライブ「女祭り」で行われたボーカル・TAKUYA∞の生誕祭が収録されている。

## 収録曲
1. TYCOON
2. CHANCE!
3. SHAMROCK
4. シャカビーチ～Laka Laka La～
5. 浮世CROSSING
6. 一滴の影響
7. ODD FUTURE
8. GOOD and EVIL
9. 畢生皐月プロローグ
10. UNKNOWN ORCHESTRA
11. 魑魅魍魎マーチ
12. PRAYING RUN
13. 君の好きなうた
14. SHOUT LOVE
15. Massive
16. EDENへ
17. AWAYOKUBA-斬る
18. Don't Think.Feel
19. I LOVE THE WORLD
20. ナノ・セカンド
21. 零HERE～SE～
22. IMPACT
23. 0 choir
24. 在るべき形